# Cinéma qatari
Le cinéma qatari est une industrie relativement jeune qui a évolué dans le cadre des plans du pays visant à développer différents secteurs locaux afin d'obtenir une reconnaissance et un statut international. De nombreuses étapes importantes ont été franchies pour mettre en œuvre un plan à long terme visant à développer les infrastructures ainsi qu'à offrir aux talents locaux l'opportunité d'avoir une plateforme établissant leur présence au sein de l'industrie cinématographique, avec le soutien de l'Institut du Film de Doha et leurs diverses subventions, ateliers et festivals. La Vision nationale 2030 du Qatar repose sur trois piliers majeurs pour le développement : humain, social, économique et environnemental ; cette vision fournit des cadres qui permettent le développement de différents éléments au sein du Qatar et de sa société ; l'un d'entre eux est l'importance accordée au développement et à la culture des talents artistiques pour représenter et définir le Qatar à l'échelle mondiale. Un autre élément important dans le développement de l'industrie cinématographique est l'influence et la vision de la cheikha Al Mayassa qui a fondé l'Institut du Film de Doha; l'établissement du film en tant que mode de narration était impératif car il sert à accorder au Qatar une présence mondiale grâce aux talents soutenus et cultivés grâce à son initiative. L'industrie cinématographique joue un rôle dans l'amplification de l'identité nationale qatarienne aux côtés de l'identité du monde arabe dans son ensemble.
Un autre acteur important dans la culture et l'établissement de l'industrie cinématographique au Qatar est l'initiative Culture, Arts and Heritage sous le Ministère des Affaires Étrangères qui a une stratégie visant à organiser et encourager les événements qui se concentrent sur la fourniture d'une base pour la jeunesse du Qatar afin de l'utiliser pour améliorer sa position au sein de la culture. Le ministère organise des événements visant à promouvoir les talents locaux ; des événements tels que des conférences, ainsi que des troupes théâtrales et musicales, et fournit également un accès et des subventions aux locaux intéressés par une carrière dans le cinéma.

## Histoire
Les projections de films ont commencé au Qatar dans les années 1950. Au cours des années 1960, les films ont été plus largement diffusés, avec des projections dans des ateliers automobiles à travers la capitale Doha. Des distributeurs du monde entier, équipés de films et de projecteurs, ont voyagé dans le pays et créé des cinémas de fortune là où c'était possible.
Avec le temps, des cinémas ont commencé à ouvrir dans des clubs de loisirs et de sports, ce qui a conduit à la création de salles de cinéma officielles. En 1970, la Qatar Cinema & Film Distribution Company (QCFDC) a été fondée, inaugurant le Gulf Cinema en 1972 en tant que premier cinéma du pays. Le Gulf Cinema avait une capacité de 1 000 spectateurs et a même été agrandi avec 400 sièges supplémentaires à son apogée. Il a ensuite été fermé en 2013 pour faire place au métro de Doha. La QCFDC était également responsable de l'ouverture du deuxième cinéma du pays, le Doha Cinema.
Dans les années 1980, les cinémas du Qatar ont eu du mal par rapport aux années précédentes en raison de l'essor des cassettes VHS, qui ont rendu les films plus facilement accessibles à domicile. La situation s'est améliorée dans les années 1990 lorsque les cinémas ont commencé à projeter des nouveautés du marché mondial, y compris des films populaires de Bollywood et des films occidentaux. Pendant les périodes où les films n'étaient pas projetés, des pièces de théâtre étaient présentées à la place, assurant un afflux constant de clients dans les cinémas du Qatar.

## L'Institut du Film de Doha

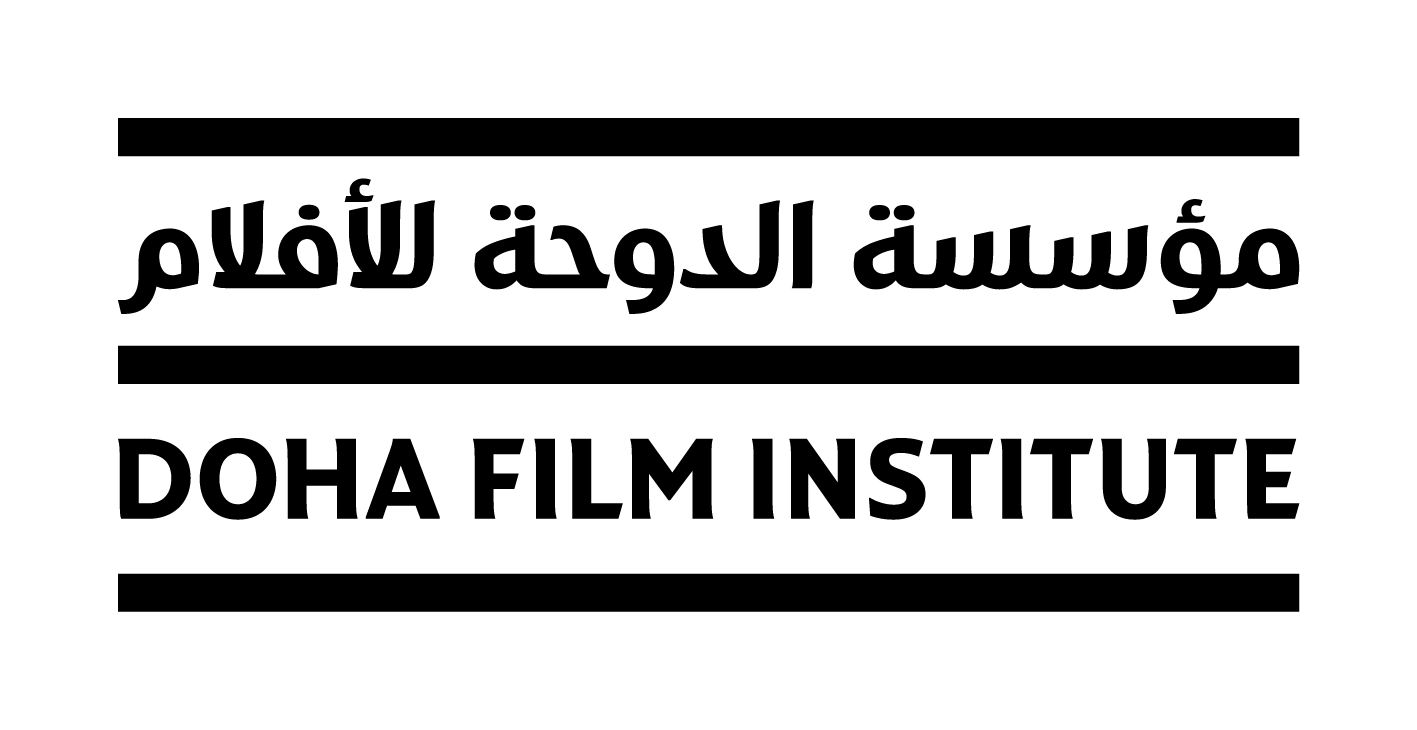
Logo de l'Institut du Film de Doha

L'Institut du Film de Doha (DFI) est une maison de production indépendante fondée en 2010 par son altesse la cheikha Al-Mayassa bint Hamad bin Khalifa Al-Thani. L'entreprise vise à contribuer à la croissance de la communauté cinématographique locale au Qatar, et fournit des services de financement et de production pour les courts et longs métrages de films locaux, internationaux et régionaux. En plus du financement, le DFI aide les bénéficiaires avec leurs processus de pré-production, de production et de post-production, ainsi que mentore et éduque les cinéastes au Qatar et à l'étranger pour le développement de leurs films.
En plus de proposer des programmes éducatifs, des ateliers et des sessions d'information, l'institut prévoit d'accueillir plus de 100 experts de l'industrie cinématographique pour encadrer les projets Qumra. Il investit également dans la production de films en s'associant à des projets cinématographiques et en les cofinançant, et ses productions incluent un film d'animation en 3D, un film primé au Grand Prix et un film exposé au Museum of Modern Art.